# Płyćwia (stacja kolejowa)
Płyćwia – stacja kolejowa w Płyćwi, w województwie łódzkim, w Polsce.

## Ruch pasażerski[1]
| Rok  | Wymiana pasażerska na dobę | Miejsce w Polsce |
| ---- | -------------------------- | ---------------- |
| 2017 | 150-199                    | bd.              |
| 2018 | 150-199                    | bd.              |
| 2019 | 150-199                    | 845.             |
| 2020 | 150-199                    | 764.             |
| 2021 | 150-199                    | 858.             |
| 2022 | 150-199                    | 903.             |
| 2023 | 200-299                    | 922.             |
| 2024 | 150-199                    | 1039.            |